# Primarias del Partido Demócrata de 2008 en Virginia Occidental
Las primarias demócratas de Virginia Occidental de 2008 fueron el 13 de mayo de 2008, habiendo cerrado las urnas a las 7:30 p. m. EST. Las votaciones estuvieron abierta para demócratas e independientes. Hubo un total de 28 delegados que fueron divididos proporcionalmente y 11 "superdelegados", tres de los cuales anunciaron el respaldo a la Sen. Hillary Clinton (Miembros del Comité Demócrata Nacional Marie Prezioso, Pat Maroney, y Belinda Biafore), mientras que dos han respaldado al Sen. Barack Obama (Rep. Nick Rahall y el Sen. Jay Rockefeller).

## Encuestas
El 4 de mayo de 2008, las encuestas indicaban que la senadora Hillary Clinton llevaba una ventaja de 56% a 27% sobre el Sen. Barack Obama, con 17% indecisos.

## Resultados
Fecha de la primaria: 13 de mayo de 2008
Delegados Nacionales determinados: 28
| Leyenda: | El Candidato se ha retirado antes de la primaria |

| Primaria demócrata presidencial de Virginia Occidental, 2008 99% de los condados reportados | Primaria demócrata presidencial de Virginia Occidental, 2008 99% de los condados reportados | Primaria demócrata presidencial de Virginia Occidental, 2008 99% de los condados reportados | Primaria demócrata presidencial de Virginia Occidental, 2008 99% de los condados reportados |
| Candidato                                                                                   | Votos                                                                                       | Porcentajes                                                                                 | Delegados                                                                                   |
| ------------------------------------------------------------------------------------------- | ------------------------------------------------------------------------------------------- | ------------------------------------------------------------------------------------------- | ------------------------------------------------------------------------------------------- |
| Hillary Clinton                                                                             | 239,187                                                                                     | 66.99%                                                                                      | 20                                                                                          |
| Barack Obama                                                                                | 91,663                                                                                      | 25.67%                                                                                      | 8                                                                                           |
| John Edwards                                                                                | 26,181                                                                                      | 7.33%                                                                                       | 0                                                                                           |
| Total                                                                                       | 357,031                                                                                     | 100.00%                                                                                     | 28                                                                                          |